# Uszatka (zwyczajna)
Uszatka (zwyczajna), sowa uszata (Asio otus) – gatunek średniej wielkości ptaka drapieżnego z rodziny puszczykowatych (Strigidae). Nie jest zagrożona wyginięciem.

## Występowanie
Występuje dość licznie w umiarkowanej i chłodnej strefie Europy i Azji (do Bliskiego Wschodu i Himalajów na południu zasięgu), w północno-zachodniej Afryce oraz w Ameryce Północnej. Na północy występuje do granicy tundry. Północne populacje są wędrowne, południowe osiadłe. Zimą częściej można ją spotkać w Środkowej i Zachodniej Europie, bo tam znajdują się jej zimowiska. Jeśli obszar obfituje w pokarm, mogą tam wtedy gromadzić się w grupy liczące nawet 30 osobników, za dnia widoczne przesiadujące razem na drzewach.
W Polsce rozpowszechniony (zwłaszcza na niżu), ale nieliczny ptak lęgowy i zimujący. Jest to druga pod względem liczebności, po puszczyku, sowa występująca w Polsce. Jej liczebność zmienia się w zależności od ilości pokarmu, czyli gryzoni – w tzw. „mysich latach” uszatki odchowują więcej młodych.

## Podgatunki
Wyróżnia się 4 podgatunki, zamieszkujące odpowiednio:
- A. otus otus – Europa, północno-zachodnia Afryka i Azja, aż po Chiny i Japonię, ponadto Azory
- A. otus canariensis – Wyspy Kanaryjskie
- A. otus tuftsi – zachodnia Kanada do północnego Meksyku i południowych USA (po zachodni Teksas)
- A. otus wilsonianus – południowo-środkowa i południowo-wschodnia Kanada do środkowych i wschodnich USA (po północną Oklahomę i Wirginię).

## Charakterystyka

### Wygląd zewnętrzny

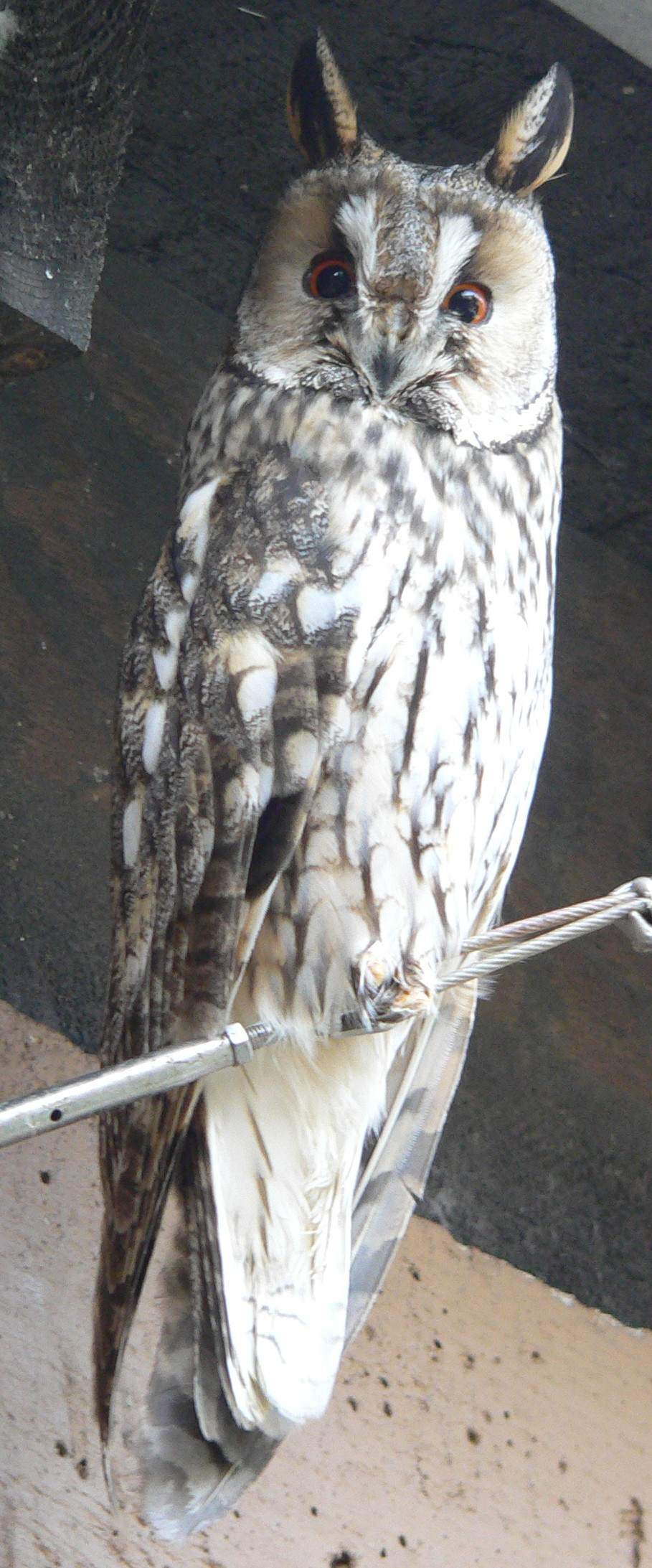
Jasno ubarwiona uszatka w typowo wyprostowanej postawie

Ogólnym ubarwieniem i kształtami, np. pomarańczowymi tęczówkami i sterczącymi „uszami na głowie”, podobna do puchacza, jednakże znacznie od niego mniejsza. Samce i samice są ubarwione jednakowo, ale samice są nieznacznie większe, a samce mają jaśniejszy spód skrzydła. Upierzenie rdzawobrązowe w ciemne plamki i kreski, spód ciała jaśniejszy, żółtawobrązowy, pióra na piersiach z podłużnymi kreskami (przypominającymi „kurze łapki”). Na ogonie i lotkach pierwszorzędowych ciemniejsze poprzeczne paski. 

Na głowie charakterystyczne „uszy” utworzone przez ruchome kępki piór, które w czasie lotu lub u spokojnego ptaka są położone. Od nich wzięła się nazwa gatunkowa. Nie są w rzeczywistości związane ze słuchem, a stanowią ozdobę pomagającą się maskować. Niektórzy ornitolodzy uważają, że uszatki mogą nimi się nawzajem komunikować. Właściwe uszy są ulokowane poniżej oczu ptaka i jak na tę gromadę są dość duże, zbudowane na powierzchni ciała z fałdów skórnych, których układ może przypominać małżowinę uszną (nie jest widoczna z zewnątrz, bo przykrywają ja pióra). Oczy pomarańczowoczerwone, otoczone ciemnymi piórami, szlara pomarańczowobrązowa przechodząca w szarobeżową, wyraźnie odgraniczona. Dziób czarny, nogi opierzone.
Młode wyglądają podobnie, jednak kreskowanie jest delikatniejsze, „uszy” z piór krótsze i mniej widoczne, a szlara ciemniejsza.
W porównaniu z podobną uszatką błotną ma ciemniejsze upierzenie, dłuższe pióra tworzące „uszy” i pozbawiona jest ciemnej szlary wokół oczu. Ma smuklejszą sylwetkę od puszczyka. Chociaż uszatka jest tylko nieco większa od gołębia, to robi wrażenie dużo większej przez okazalszą głowę i skrzydła. To ptak wielkości wrony.

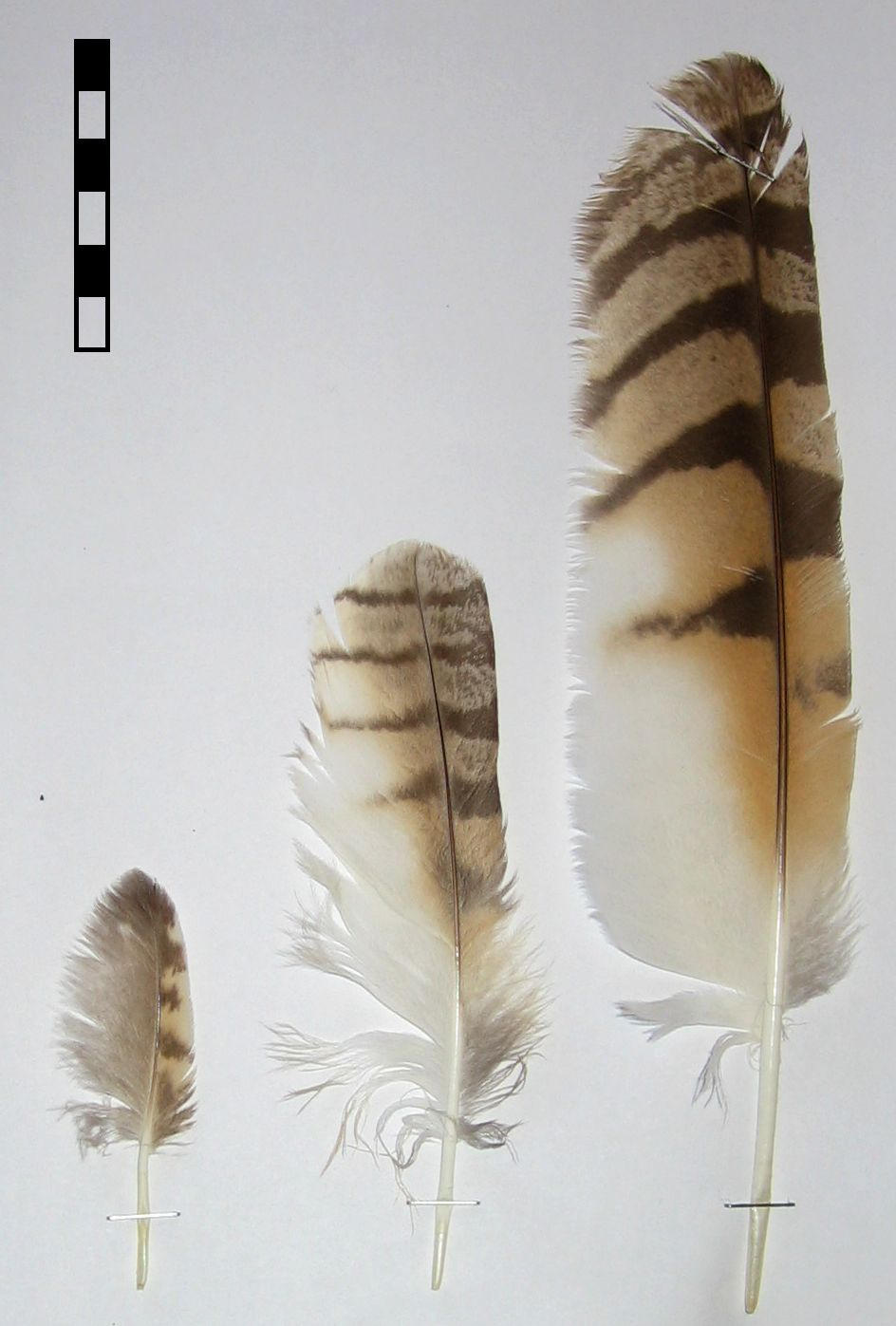
Pióra uszatki

### Wymiary
Długość ciałasamce 35–38 cm, samice 37–40 cm
Rozpiętość skrzydełsamce ok. 90–95 cm, samice do 100 cm
Masa ciałasamce 220–305 g, samice 260–435 g

### Głos
Typowy godowy głos samca to niskie, głuche pohukiwanie („huu… huu… huu…”) – pojedyncze dźwięki monotonnie powtarzane wielokrotnie w odstępach 2–3 sekundowych słyszane z daleka. Samica odzywa się zgrzytliwym, wyższym „hyyy”, często w duecie z samcem. Te głosy można usłyszeć wyłącznie w nocy. Poza sezonem lęgowym uszatki zwykle milczą. Głos zaniepokojenia to skrzeczące „wek wek”. Zaniepokojone pisklęta prychają jak koty.
Głos kontaktowy młodych uszatek to cieniutkie, dźwięczne piski w odstępach co kilka sekund. W ten sposób młode komunikują swoje położenie rodzicom wracającym z pożywieniem.

### Zachowanie
Aktywna nocą, poluje głównie o zmierzchu i o świcie. Lot wolny, ślizgowy, z uwagi na miękkie lotki bardzo cichy. Lata bardzo sprawnie między gęstym listowiem, kiedy poluje potrafi zawisnąć w powietrzu trzepocząc skrzydłami. W dzień uszatka siedzi ukryta, wyciągając ciało aby upodobnić się do gałęzi drzew. Płochliwa – gdy jest zaniepokojona, prostuje się i wysmukla oraz przymyka oczy.
Częściowo osiadła, częściowo podejmuje wędrówki i koczowania (przeloty od lutego do kwietnia oraz od października do listopada). Późną jesienią i zimą można spotkać stada od kilku do kilkudziesięciu sów na jednym lub kilku drzewach. Miejsca gromadnego przebywania nie zmieniają się z roku na rok i są prawdopodobnie wykorzystywane przez te same ptaki.

## Środowisko

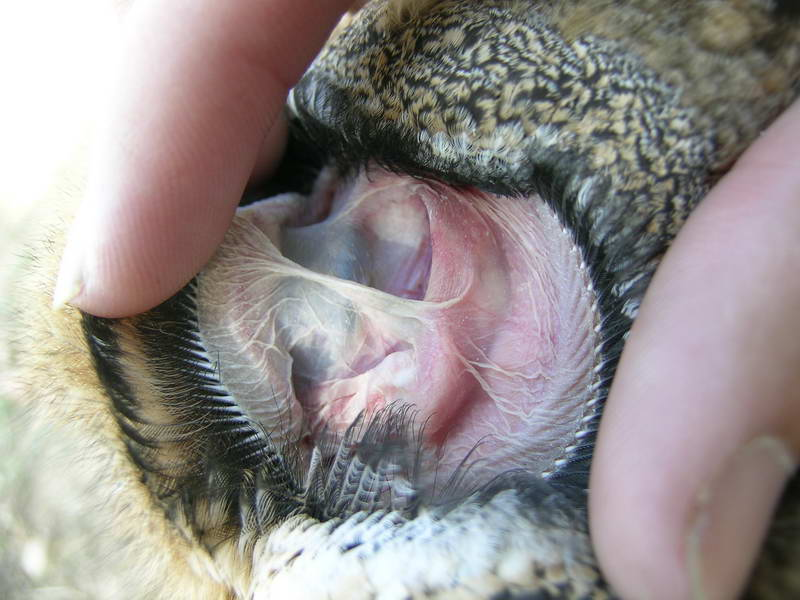
Fałdy skórne uszu przypominające małżowinę ssaków, normalnie pod piórami niewidoczne

Zasiedla wysokopienne lasy iglaste lub mieszane i ich obrzeża, zadrzewienia śródpolne i nadrzeczne, parki o gęstym zadrzewieniu, gdzie może znaleźć miejsce do gniazdowania i schronienia. Liczniejsza w lasach iglastych; wszędzie tam gdzie występują wysokie, stare drzewa, a w pobliżu są tereny otwarte, o mozaikowatym krajobrazie, odpowiednie do polowania – łąki, torfowiska lub pola. W ostatnich latach coraz liczniejsza w obrębie osiedli ludzkich, również w dużych miastach: Lesznie, Poznaniu, Wrocławiu, Warszawie. W 1995 roku we Wrocławiu było 44–45 terytoriów tych sów. Widywana nawet w obrębie blokowisk.

## Pożywienie

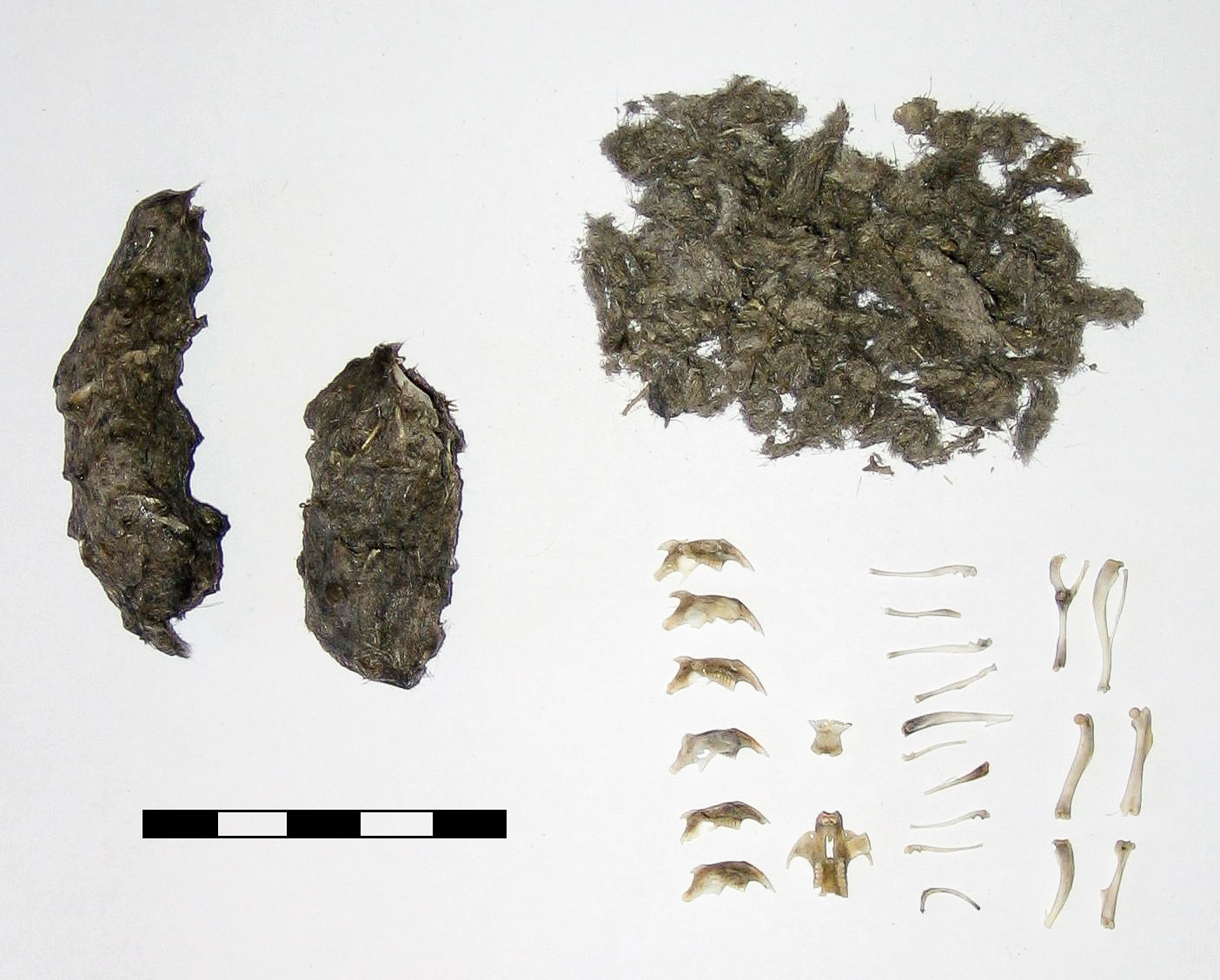
Wypluwki uszatki wraz z częściami składowymi

Prawie wyłącznie gryzonie – norniki i myszy oraz inne drobne ssaki do rozmiarów szczura, jak ryjówki. Tylko wyjątkowo chwyta inne gryzonie, małe ptaki do wielkości kosa, owady lub żaby. W pobliżu siedlisk ludzkich większy udział w pokarmie zajmują wróble. Po ok. 3–4 godzinach wydala przez dziób niestrawione resztki pokarmu w postaci tzw. wypluwek. Są one duże (2 × 5 cm), owalne lub wałeczkowate, koloru czarnego lub szarego i zawierają kości, zęby i sierść.
Uszatki polują nocą na otwartych przestrzeniach – łąkach, ugorach, polach uprawnych, natomiast prawie nigdy w lasach, gdzie gniazdują i odpoczywają w dzień. Latają od zmierzchu do świtu, nisko (1–2 m) nad ziemią, lotem ślizgowym ze skrzydłami ułożonymi poziomo, i nasłuchują z głową przechyloną w jedną stronę, chyba że jest to okres lęgowy i wylatują na łowy dla wyżywienia młodych już 4 godziny przed zachodem słońca, a kończą żer po świcie. Cichy lot zapewniają puszyste, miękkie pióra i lekko pikowana przednia krawędź skrzydła, podobnie jak u innych sów. Gdy tylko sowa namierzy słuchem i wzrokiem niesłyszącą drapieżcy ofiarę, natychmiast spada na nią, przygważdżając szponami do ziemi. Przy całkowitej ciemności posługuje się tylko słuchem w lokalizacji zdobyczy np. myszy, co świadczy o dużej precyzyjności słuchu. Mniejsza zdobycz jest od razu połykana lub niesiona w dziobie, większa – niesiona w szponach. Potrafi łapać owady i ptaki w locie.
Od zasobów pokarmowych siedlisk, na których się pojawia, zależy intensywność i zasięg wędrówek.

## Okres lęgowy

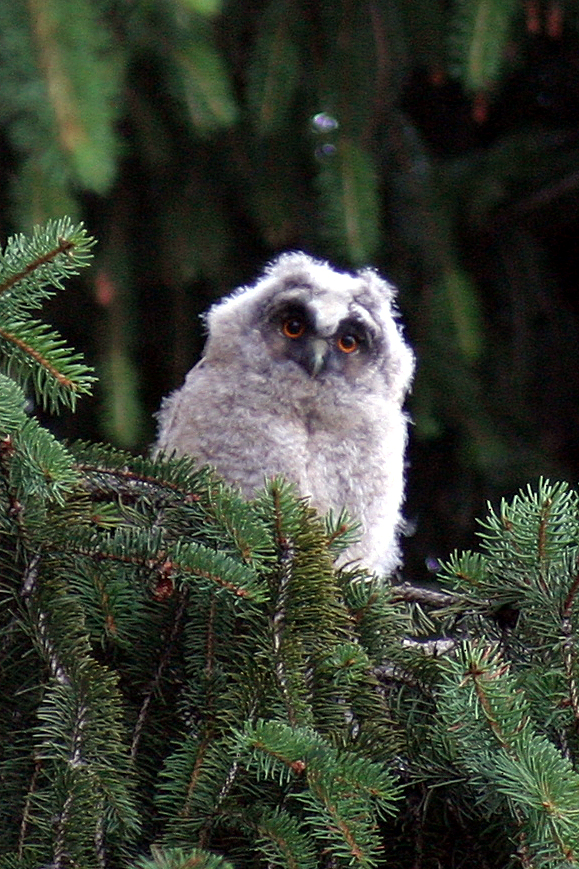
Pisklę sowy uszatej

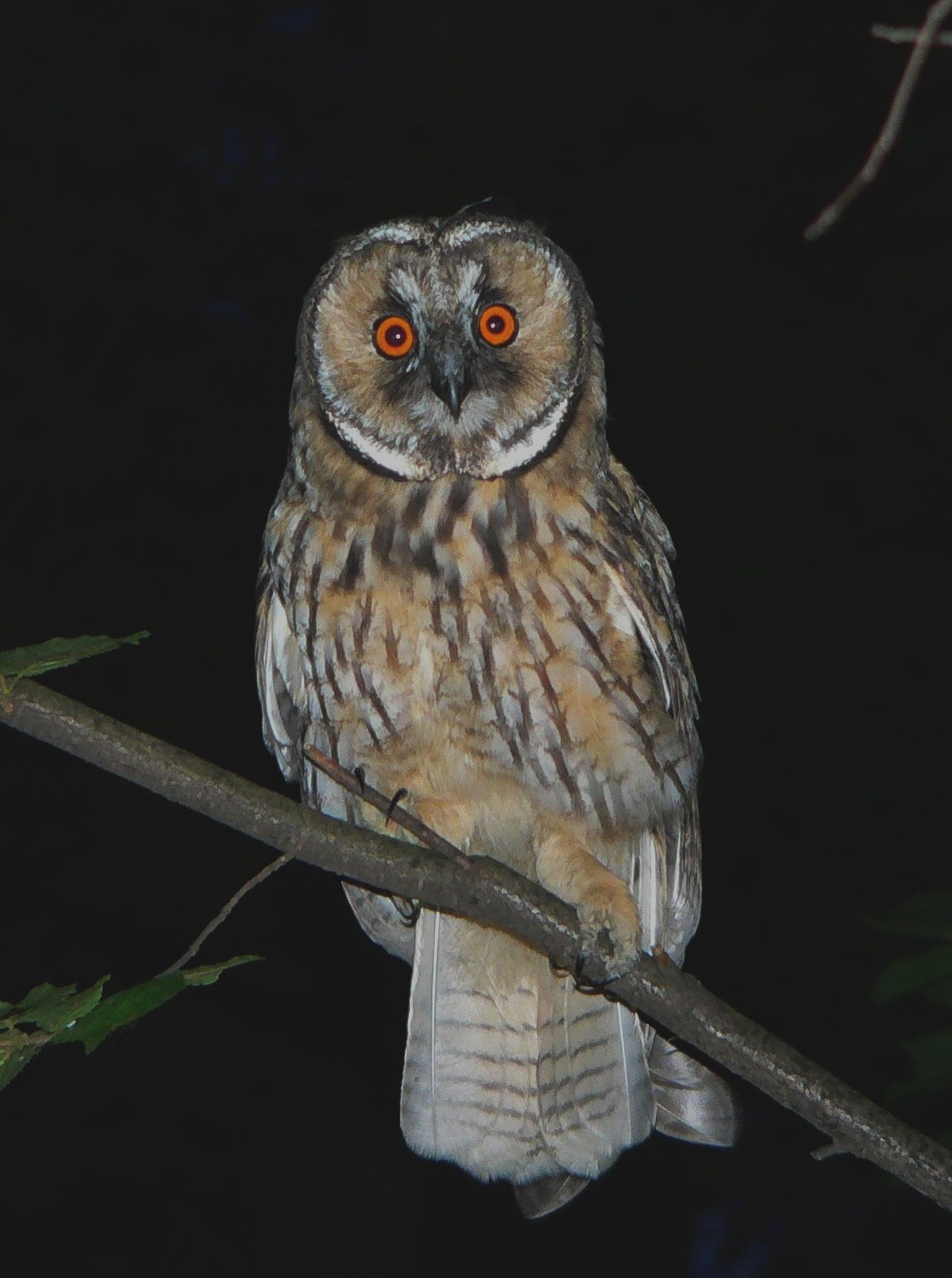
Młoda uszatka potrafiąca już latać

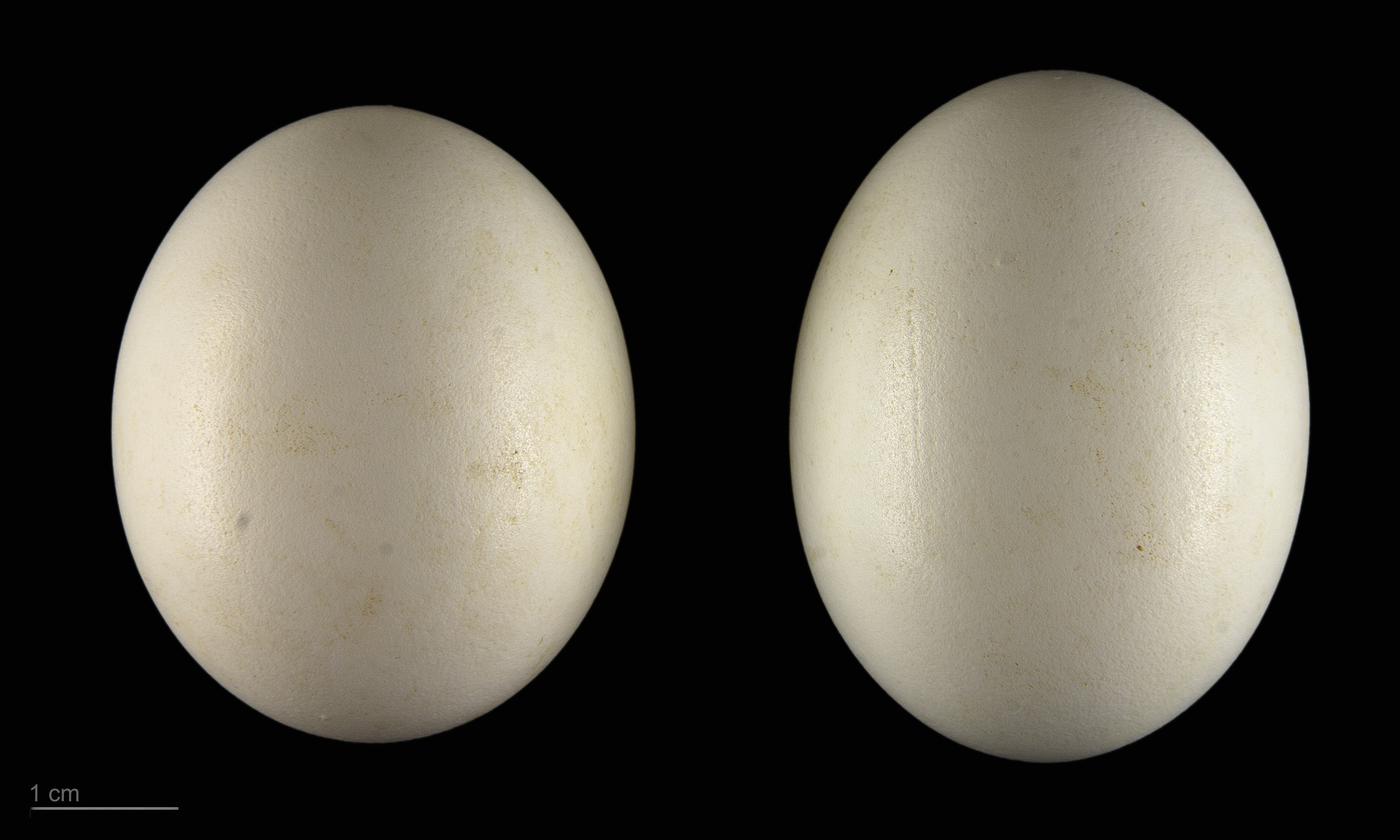
Jaja z kolekcji muzealnej (podgatunek nominatywny)

Wyprowadza jeden lęg w roku, zwykle w połowie lub pod koniec kwietnia. Ewentualny drugi lęg przypada na lipiec.

### Zachowania godowe
Okres godowy rozpoczyna się od specyficznego tokowania z głośnym pohukiwaniem i akrobacjami w powietrzu. Samce zajmują terytoria i bronią ich głosem już zimą. Okres lęgowy trwa od marca do sierpnia. Podczas zalotów samiec odbywa loty tokowe z pojedynczymi uderzeniami skrzydeł („klaskaniem”). Dana para utrzymuje się razem tylko w danym sezonie lęgowym.
Uszatki bronią gniazda przed intruzami przyjmując groźny wygląd – rozkładają skrzydła, stroszą pióra i pochylają głowę, przez co wydają się 2–3 razy większe niż w rzeczywistości. Mogą również odciągać wroga od gniazda, udając że są ranne lub właśnie coś upolowały, i robiąc przy tym dużo hałasu. Rzadziej atakują bezpośrednio, rzucając się ze szponami na głowę intruza.

### Gniazdo
Zazwyczaj nie buduje gniazda. Najczęściej lęgnie się w starych, opuszczonych lęgowiskach po innych ptakach, zwłaszcza krukowatych – wronach, srokach, gawronach, sójkach, krukach – a rzadziej po drapieżnych – myszołowach lub krogulcach. Umieszczone wysoko (5–10 m) w górnej części korony, przeważnie drzewa iglastego, bliżej pnia. Zdarzają się gniazda na ziemi (choć rzadko i głównie gdy nie może znaleźć odpowiedniego miejsca), pojedynczych drzewach lub zajmowanie dziupli po wiewiórkach pospolitych. Uszatki wykorzystują również wiklinowe kosze lęgowe oraz standardowe skrzynki lęgowe wieszane przez człowieka na drzewach. Przed złożeniem jaj gniazdo jest wyściełane korą, piórami, liśćmi i mchem.

### Jaja
Niemal kuliste, równobiegunowe, o grubej, gładkiej skorupie, czysto białe. Średnie wymiary 41×33 mm. Jaja w ilości 4–6, czasami nawet 8, składane w marcu–kwietniu w odstępach dwudniowych. Lęg jest większy w latach obfitości myszy.

### Wysiadywanie
Jaja są wysiadywane wyłącznie przez samicę, od złożenia pierwszego jaja przez ok. 27–28 dni.

### Pisklęta
Wylęgają się stopniowo, więc są w różnym stopniu rozwinięte. Matka w tym czasie praktycznie nie opuszcza ich i ogrzewa pisklęta oraz karmi je pokarmem dzielonym na małe kawałki. Samiec dostarcza wtedy pożywienie, karmiąc i samicę, i potomstwo. Z czasem również samica zaczyna polować dla swych młodych, bo te stopniowo mają coraz większe zapotrzebowania żywieniowe. Gdy potomstwo podrośnie, potrafi już samo ćwiartkować pokarm. Dieta młodych jest taka sama jak ptaków dorosłych. Pisklęta wychodzą z gniazda na pobliskie gałęzie po ok. 25 dniach, są tam karmione przez rodziców. Już w jasnym puchu u piskląt widać uszy z piór. Po ok. 35 dniach od wyklucia potrafią już latać, pomimo że pokryte są jeszcze białym puchem. Młode stają się niezależne od rodziców po 10–11 tygodniach od wyklucia. Dojrzałość płciową uzyskują w wieku jednego roku.
Najdłużej żyjąca sowa uszata, której wiek oznaczył człowiek, miała 27 lat.

## Status i ochrona
Międzynarodowa Unia Ochrony Przyrody (IUCN) uznaje uszatkę za gatunek najmniejszej troski (LC – Least Concern) nieprzerwanie od 1988 roku. Liczebność światowej populacji, obliczona w oparciu o szacunki organizacji BirdLife International dla Europy z 2015 roku, mieści się w przedziale 2–5,5 miliona dorosłych osobników. Globalny trend liczebności populacji uznawany jest za spadkowy, choć trend liczebności populacji europejskiej nie jest znany.
W Polsce objęta ochroną gatunkową ścisłą. Na Czerwonej liście ptaków Polski została sklasyfikowana jako gatunek najmniejszej troski (LC). W latach 2013–2018 liczebność krajowej populacji lęgowej szacowano na 8–25 tysięcy par.
Najlepszą metodą ochrony uszatki jest pozostawianie drzew z gniazdami po ptakach krukowatych oraz ogólnie utrzymanie krajobrazu rolniczego z mozaiką pól, łąk, zadrzewień i zakrzaczeń. Ponadto w Polsce prowadzone są programy ochronne, polegające na wieszaniu koszy wiklinowych, które uszatki wykorzystują jako miejsca do gniazdowania. Wprowadzeniu ochrony pomagało zauważenie korzyści wiążących się z obecnością tego ptaka – ogranicza liczbę szkodliwych gryzoni (oszacowano, że w ciągu jednego lata może złapać ok. 1000).